# Cutty Sark

Historický snímek lodi

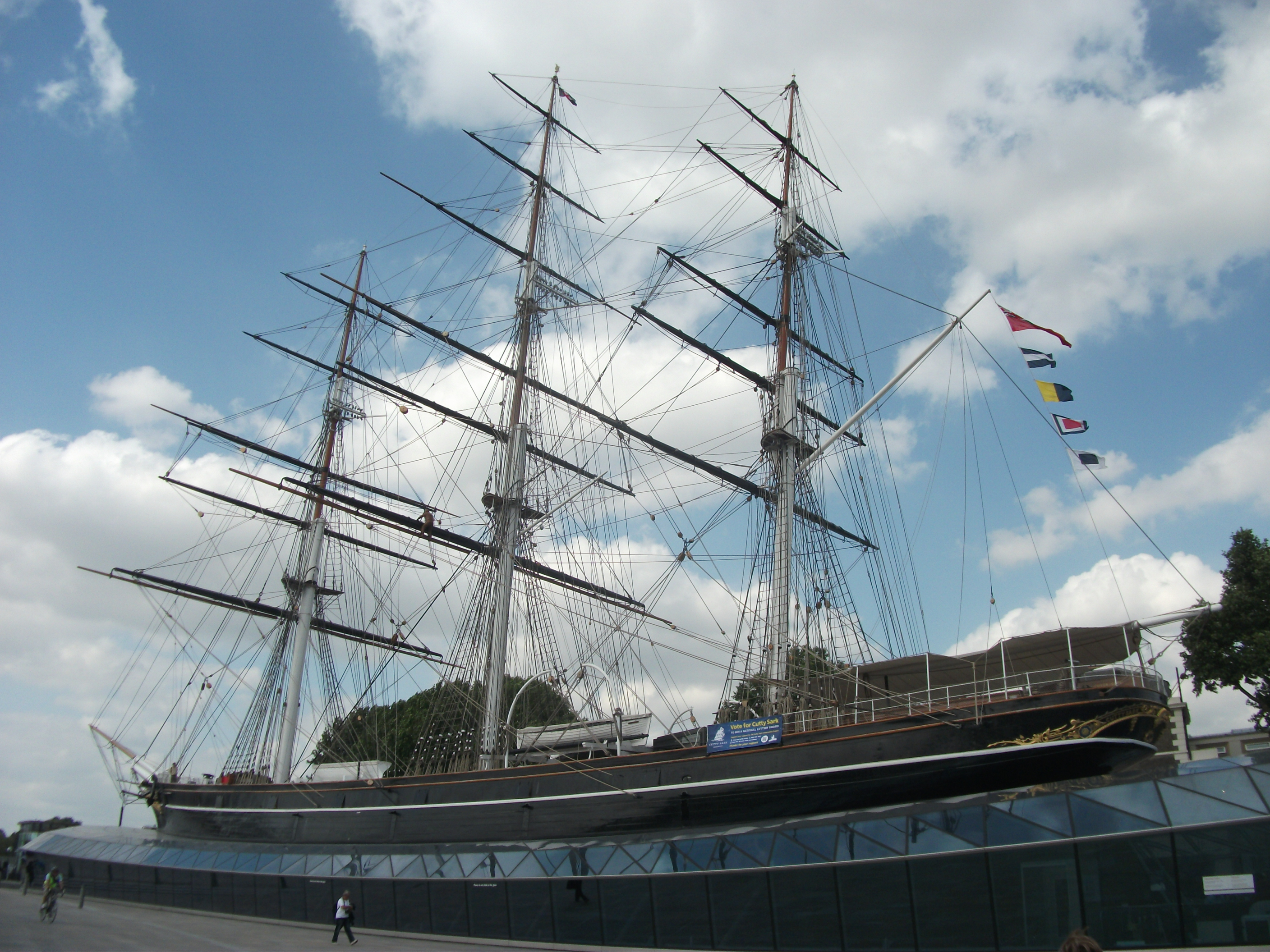
Cutty Sark v roce 2013

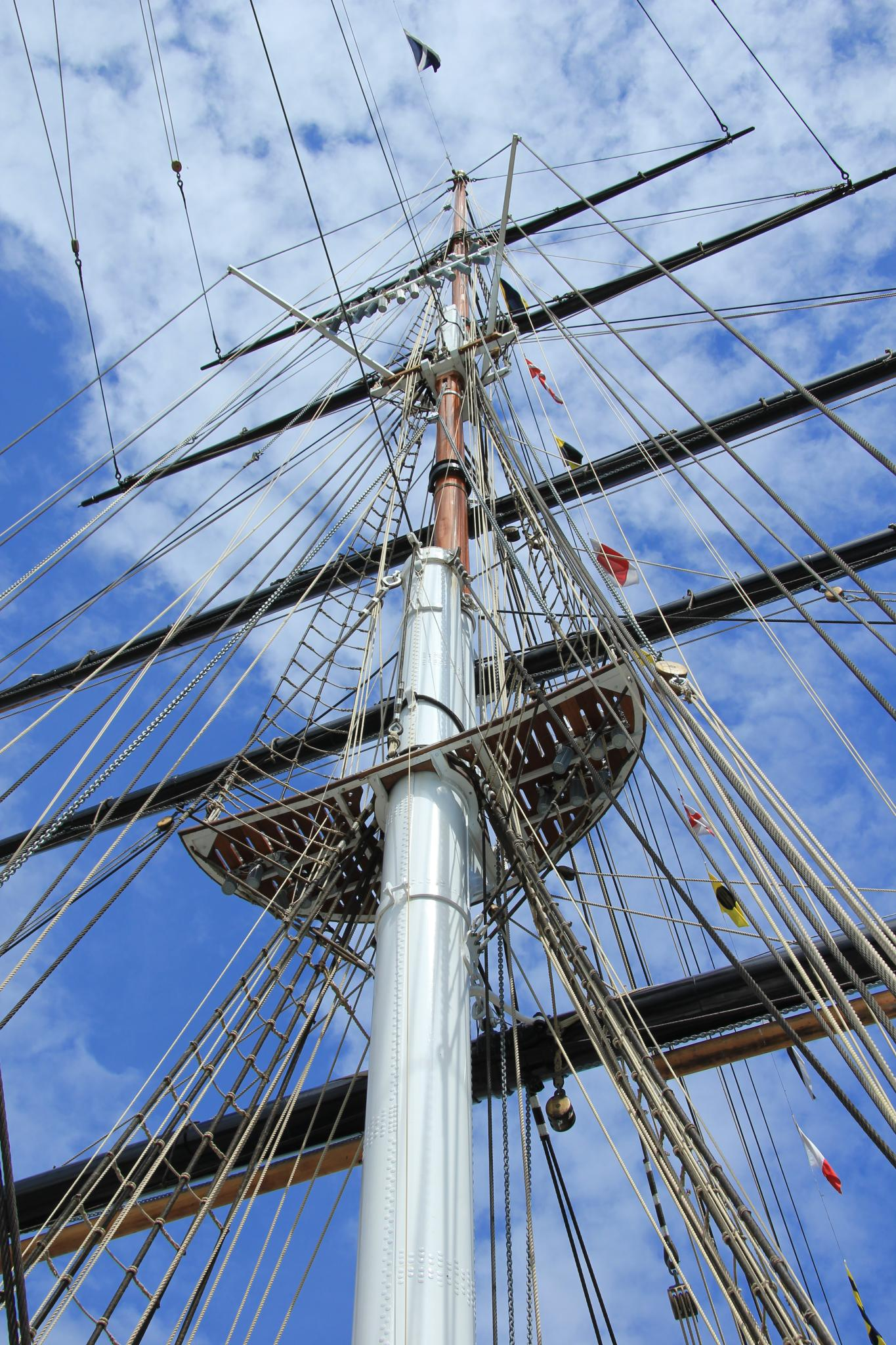
Takeláž

Cutty Sark je jeden z posledních čajových kliprů. Ve své době byla tato loď nazývána Královnou oceánů, nicméně v překladu její jméno vlastně znamená Krátká košile (košilka). Robert Burns dal toto jméno čarodějnici vystupující v baladě Tam o' Shanter, podobu ženy v krátké košili měla také galionová figura lodi. Tato proslulá plachetnice, postavená v roce 1869, byla nejrychlejší velkou plachetnicí na světě. Loď je v současné době umístěna v lodním muzeu na břehu Temže v londýnské čtvrti Greenwich. 21. května 2007 byla těžce poškozena požárem během rekonstrukčních prací.

## Loď rekordmanka
Byla držitelkou mnoha rychlostních rekordů zejména v plavbě z Austrálie do Velké Británie. V roce 1885 utvořila rekord, když tuto trasu zvládla za 67 dnů plavby, což představovalo 363 námořních mílí denně. Majitel lodi za tento výkon posádku vyznamenal a na znamení úcty loď nechal dekorovat plaketou "krátké košilky", kterou měla loď připevněnu na předním stěžni. V roce 1870 padl další rekord, když loď zvládla plavbu z Austrálie kolem Afriky po 70 dnech plavby. Od té doby se Cutty Sark říkalo Královna oceánů, coby nejrychlejší nákladní plachetní lodi všech dob vůbec. V roce 1872 podstoupila slavný závod s lodí Thermopylae na trase z Šanghaje do Londýna, ve kterém ji o vítězství připravilo až zničení kormidla v bouři.

## Popis lodi
Jednalo se o velmi pevnou a spolehlivou loď, kostra lodi byla železná s týkovou obšívkou. Celková plocha všech plachet činila 3350 metrů čtverečních. Plachetnice byla spuštěna na vodu dne 23. listopadu 1869 v Dumbartonu na řece Clyde. Patřila firmě Jock Willis Shipping Line. Loď byla součásti větší flotily čajových kliprů, jež sloužily k dopravě čaje z Číny do Anglie, neboť Londýn té doby byl střediskem světového obchodu s čajem. Dne 16. února 1870 se Cutty Sark vydala na svoji první plavbu do Číny. Nicméně několik let poté začal vývoz čaje také z ostrova Cejlonu (dnešní Srí Lanka) a význam dopravy čaje z Číny značně poklesl. Většina kliprů přešla do tzv. vlnařské flotily a dovážela ovčí vlnu z Austrálie do britských textilních továren. Roku 1895 přešla loď do portugalského vlastnictví a nesla název Ferreira. Do výslužby šla roku 1922 jako poslední klipr na světě, do roku 1953 sloužila jako britská školní loď. V roce 1954 byla po restaurování vystavena na Temži.

## Rejstříkové parametry lodě
- délka: 64,16 metru
- šířka: 10,97 metru
- podpalubí: 6,4 metru
- registrovaný lodní prostor: 921 tun

Jednalo se o klasický plnoplachetní trojstěžník.

## Ohlasy v kultuře
- Od roku 1923 se v Glasgowě vyrábí whisky značky Cutty Sark, plněná do lahví se žlutou etiketou nesoucí vyobrazení plachetnice, jehož autorem je švédský malíř Carl Georg August Wallin.[2]
- Ivan Antonovič Jefremov vydal roku 1944 povídku vyprávějící o osudech této lodi.[3]
- V roce 2015 byla vyhlášena sbírka na postavení funkční repliky Cutty Sark, která by měla být spuštěna na moře v roce 2019, ke stopadesátému výročí první plavby lodi. Podle posledních plánů má být loď spuštěna na vodu v roce 2023, či později.[4]